# 三家村碼頭
三家村渡輪碼頭（英語：Sam Ka Tsuen Ferry Pier）是香港九龍觀塘區油塘鯉魚門三家村崇信街的渡輪碼頭。只設有一個泊位。碼頭有兩條航線停靠，一條為來往西灣河渡輪碼頭每日服務的航線，另一條為來往東龍洲的航線，只在周末假日營運。兩條航線皆由珊瑚海船務營運。